# Jesús Carroza
Jesús Carroza Rodríguez (Sevilha, 7 de novembro de 1987) é um ator espanhol. Em 2006, ganhou o Prêmio Goya de melhor ator revelação pelo seu papel no filme 7 vírgenes.